# 王德衍
王德衍（1931年8月—2012年2月），男，汉族，上海人，中国金融家，曾任中国银行党组书记、董事长、行长，第八、九届全国政协委员。